# Sachwort
Der Ausdruck Sachwort kann zweierlei bedeuten:
- als Übersetzung von „nomen substantivum“ steht er für Substantiv[1]; diese Verwendung des Begriffs kommt anscheinend kaum noch vor;
- ein Substantiv, das für fachliche Begriffe oder sachliche Gegenstände steht, im Gegensatz zu Eigennamen. In dieser Bedeutung ist das Wort vor allem in dem Ausdruck Sachwörterbuch enthalten; ein bekanntes Beispiel dafür ist das literaturwissenschaftliche Lexikon von Wilpert (2001).

## Verwendung vonSachwort
Der Ausdruck Sachwort kommt als selbständiges Stichwort anscheinend auch in umfangreichen Wörterbüchern nicht mehr vor. Er fehlt zum Beispiel in Duden. Deutsches Universalwörterbuch (2007) und Wahrig (2008). Aber auch linguistische Fachwörterbücher wie Bußmann (2005) und Glück (2005)
nennen das Wort nicht. Als Bestandteil von Wortzusammensetzungen wie Sachwortregister und Sachwortverzeichnis ist es aber nach wie vor geläufig.